# Sciophila gagnei
Sciophila gagnei är en tvåvingeart som beskrevs av Zaitzev 1982. Sciophila gagnei ingår i släktet Sciophila och familjen svampmyggor.
Artens utbredningsområde är Iowa. Inga underarter finns listade i Catalogue of Life.